# Vándorgalamb
A vándorgalamb (Ectopistes migratorius) a madarak (Aves) osztályának galambalakúak (Columbiformes) rendjébe, ezen belül a galambfélék (Columbidae) családjába tartozó kihalt faj.
Nemének az egyetlen faja.

## Előfordulása
Kanada és az Amerikai Egyesült Államok északkeleti részén volt honos. Telelni Mexikóba és Kubába vonult.

## Kihalása
A faj az északi területekről délre vonult, végig egész Észak-Amerikán, napi 160 kilométert is megtett naponta a több milliós csapat. Az amerikai őslakosok vadásztak rájuk, de a hatalmas pusztítást az Európából érkezettek mérték rájuk. 1896-ban még egy 250 000 madárból álló sereghez riasztották a vadászokat. Az utolsó hiteles feljegyzés egy vadon élő példányról 1900. március 22 vagy 24-éről származik, amikor egy Press Clay Southworth nevű fiú lelőtte a madarat. Ezt követően 1930-ig többen is láttak vándorgalambokat, de ezeknek a beszámolóknak egyike sem hiteles.
Az utolsó madár, egy Martha nevű példány 1914 szeptember elsején pusztult el a cincinnati állatkertben. A madarat kitömték és a washingtoni Smithsonian Intézetben (Smithsonian Institution) állították ki.

## Megjelenése
A vándorgalamb hossza 30–42 centiméter, szárnyfesztávolsága 34–44 centiméter volt. Feje és háta szürkéskék volt, nyaka és torka sötétrózsaszín. Testalja túlnyomórészt fahéjbarna színben pompázott, farkaljánál fehérbe hajlott. A két nem ugyanúgy nézett ki, de a tojó valamivel kisebb méretű és fakóbb színű volt. Hosszú és vékony farka szürkéskék színű. Szeme vöröses volt. Vékony, fekete csőrével csipegette fel a földről a magokat és a diókat. Vörös lábán, fekete karmok ültek.

## Életmódja
A vándorgalamb nagyon társas, költöző madár volt. Hatalmas rajokban élt és költött. A vándorgalamb a fán töltötte az éjszakát, de táplálkozni mindig lejött a földre. Tápláléka fán termő gyümölcsök, magok, de földigiliszták és rovarok is.

## Szaporodása
A párzási időszak márciustól májusig tartott. A laza fészket bokorra vagy fára építette a galambpár. A fészekaljban csak egy tojás volt. A kotlás 14 napig tartott, és a szülők felváltva ültek a tojáson. A fióka csukott szemmel kelt ki, és mindkét szülő etette. A fiatal vándorgalamb 14 naposan vált röpképessé.

## Vándorgalamb a szépirodalomban
A vándorgalamb legismertebb irodalmi ábrázolása James Fenimore Cooper Bőrharisnya c. regényében olvasható, itt az állatok oktalan pusztítása a telepesek féktelenségének következménye, egyben jellemzésük kelléke. Bőrharisnya (Natty Bumpoo) elítéli a természeti javak öncélú felhasználását. Bár Cooper regényét (s vele a Nagy indiánkönyvet) a kortársak bírálták túlzott idealizmusuk miatt, a faj alig több mint fél évszázaddal később bekövetkezett végleges eltűnése ezt az idealizmust igazolta.

## Képek

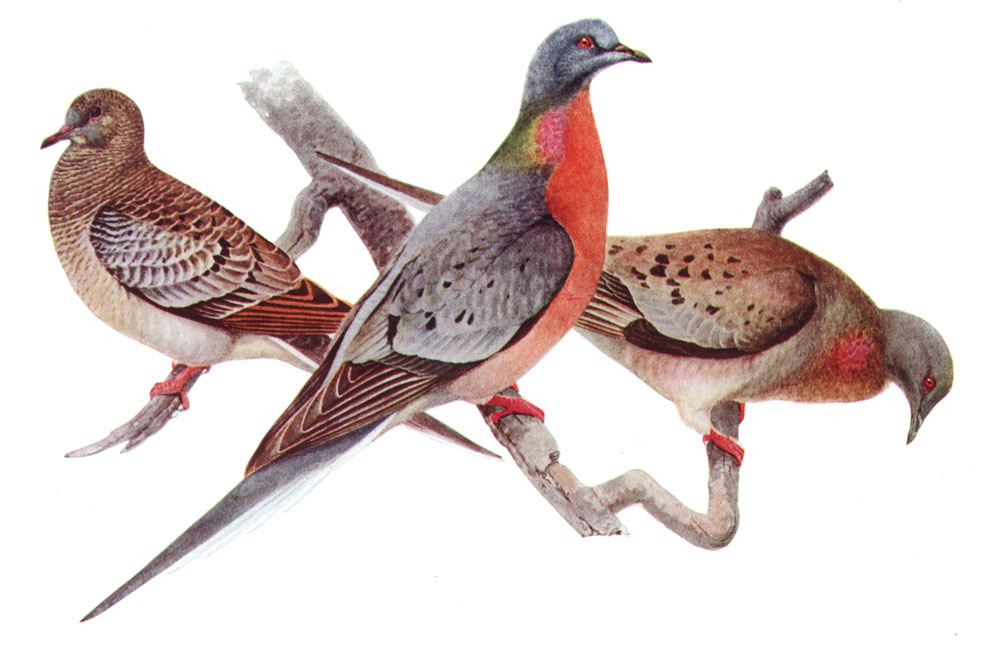
A fiatal, a hím és a tojó
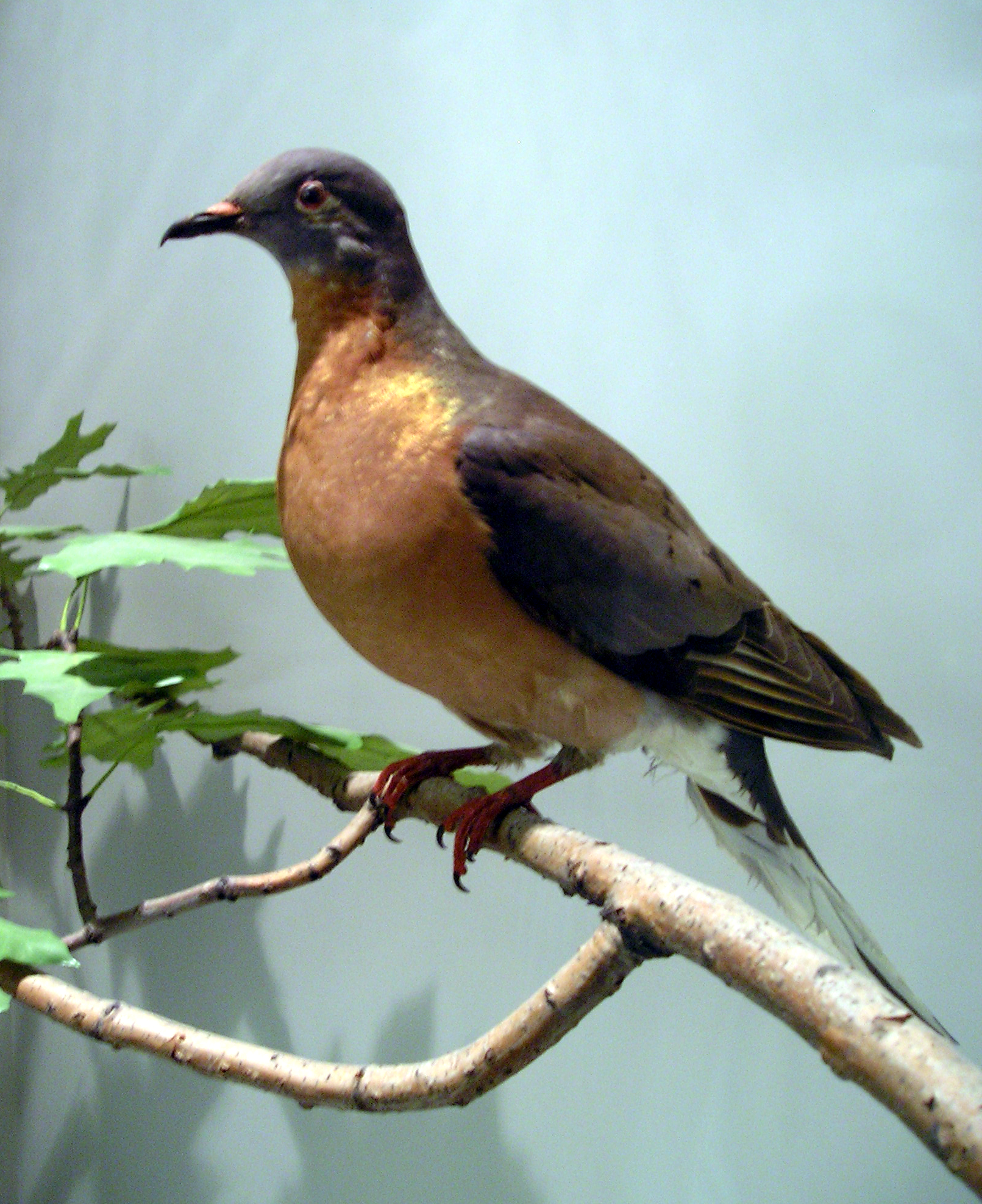
Kitömött példány
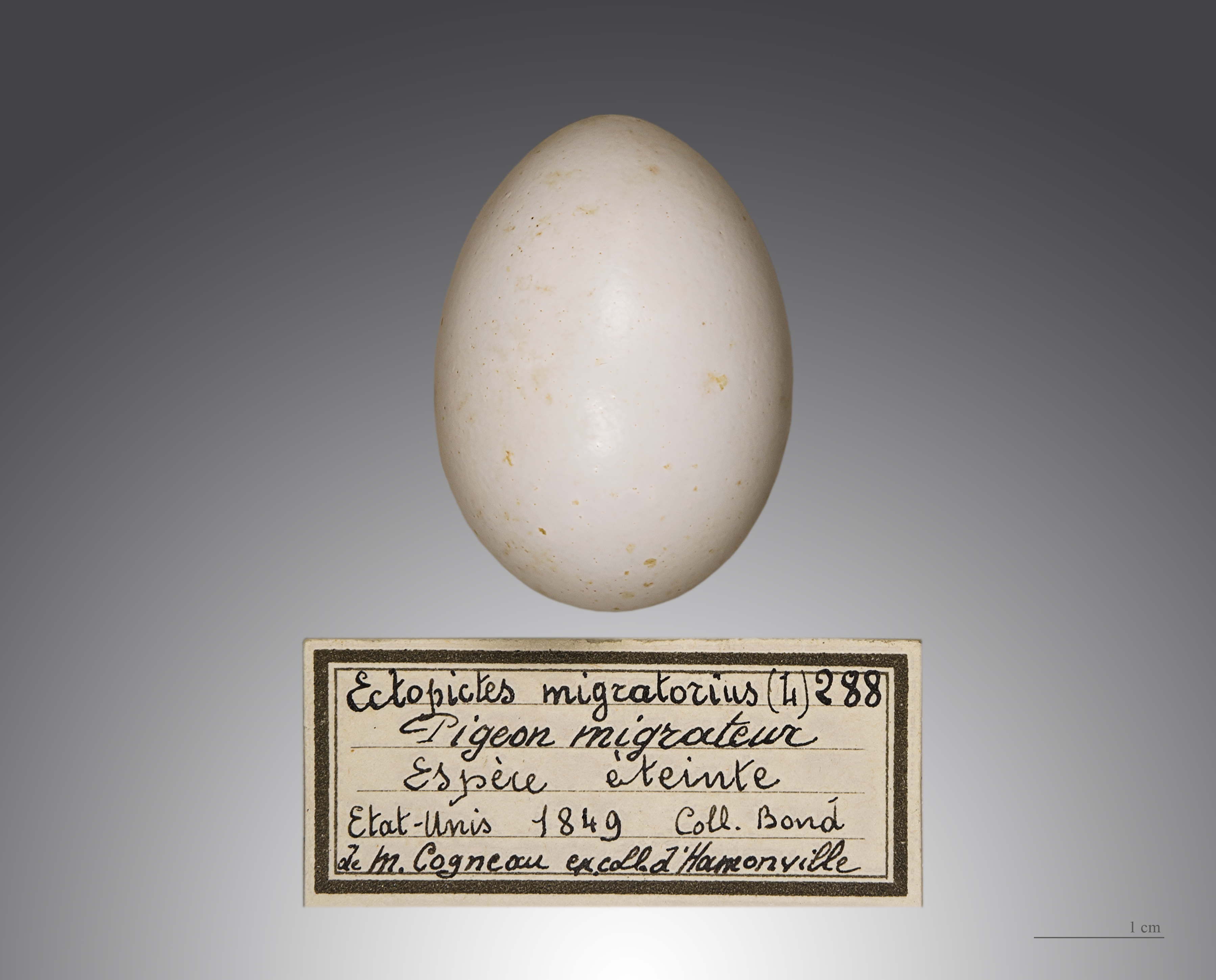
Tojása

## Fordítás
- Ez a szócikk részben vagy egészben  a   Passenger pigeon című angol Wikipédia-szócikk fordításán alapul.  Az eredeti cikk szerkesztőit annak laptörténete sorolja fel. Ez a jelzés csupán a megfogalmazás eredetét és a szerzői jogokat jelzi, nem szolgál a cikkben szereplő információk forrásmegjelöléseként.